# Limnebius
Limnebius är ett släkte av skalbaggar som beskrevs av Leach 1815. Limnebius ingår i familjen vattenbrynsbaggar.

## Dottertaxa tillLimnebius, i alfabetisk ordning[1][2]
- Limnebius acupunctus
- Limnebius aguilerai
- Limnebius alibeii
- Limnebius alluaudi
- Limnebius almoranus
- Limnebius aluta
- Limnebius alutaceus
- Limnebius angustipennis
- Limnebius angustulus
- Limnebius arabicus
- Limnebius arenicolus
- Limnebius aridus
- Limnebius asperatus
- Limnebius atomus
- Limnebius attalensis
- Limnebius bacchus
- Limnebius borealis
- Limnebius boukali
- Limnebius calabricus
- Limnebius canariensis
- Limnebius championi
- Limnebius clavatus
- Limnebius claviger
- Limnebius clayae
- Limnebius conoideus
- Limnebius cordobanus
- Limnebius corfidius
- Limnebius corybus
- Limnebius crassipes
- Limnebius crinifer
- Limnebius cruzei
- Limnebius cupulifer
- Limnebius curidius
- Limnebius damasi
- Limnebius discolor
- Limnebius distinctus
- Limnebius distinguendus
- Limnebius doderoi
- Limnebius evanescens
- Limnebius extraneus
- Limnebius fallaciosus
- Limnebius ferroi
- Limnebius feuerborni
- Limnebius fontinalis
- Limnebius fretalis
- Limnebius furcatus
- Limnebius gerhardti
- Limnebius glabriventris
- Limnebius gracilipes
- Limnebius graecus
- Limnebius grandicollis
- Limnebius gridellii
- Limnebius hieronymi
- Limnebius hilaris
- Limnebius hispanicus
- Limnebius ibericus
- Limnebius ignarus
- Limnebius immersus
- Limnebius irmelae
- Limnebius javanus
- Limnebius jeanneli
- Limnebius kamali
- Limnebius kaszabi
- Limnebius kelaniyae
- Limnebius kocheri
- Limnebius kwangtungensis
- Limnebius kweichowensis
- Limnebius leachi
- Limnebius leechi
- Limnebius levantinus
- Limnebius loeblorum
- Limnebius lusitanus
- Limnebius maurus
- Limnebius mesatlanticus
- Limnebius mexicanus
- Limnebius millani
- Limnebius minoricensis
- Limnebius mitus
- Limnebius montanus
- Limnebius mucronatus
- Limnebius mundus
- Limnebius murcus
- Limnebius murentius
- Limnebius mutatus
- Limnebius myrmidon
- Limnebius nakanei
- Limnebius nanus
- Limnebius nigritus
- Limnebius nitiduloides
- Limnebius nitidus
- Limnebius nitifarus
- Limnebius nitigeus
- Limnebius oblongus
- Limnebius octolaevis
- Limnebius ozapalachicus
- Limnebius paganettii
- Limnebius papposus
- Limnebius paranuristanus
- Limnebius parvulus
- Limnebius perparvulus
- Limnebius piceus
- Limnebius pilicauda
- Limnebius punctatus
- Limnebius reuvenortali
- Limnebius richmondi
- Limnebius rubropiceus
- Limnebius rufipennis
- Limnebius sanctimontis
- Limnebius schoenmanni
- Limnebius setifer
- Limnebius shatrovskiyi
- Limnebius similis
- Limnebius simplex
- Limnebius simulans
- Limnebius sinuatus
- Limnebius spinosus
- Limnebius stagnalis
- Limnebius taiwanensis
- Limnebius texanus
- Limnebius theryi
- Limnebius thienemanni
- Limnebius truncatellus
- Limnebius utahensis
- Limnebius vinsoni
- Limnebius wittei
- Limnebius wui
- Limnebius zaerensis